# Омар
Омар (арап. عمر بن الخطاب‎; око 585. — 7. август 644) је био други халиф (634—644) и Мухамедов таст. Он је био један од најмоћнијих муслиманских калифа у историји, као и један од најутицајних владара светске историје. Сунити га убрајају у групу четири праведна халифа. Шиити га сматрају једним од узурпатора. Изабран препоруком свог претходника Ебу Бекра. Сматра се да је био висок човек, преко 2 метра, обдарен изузетном физичком снагом, белог тена и црвенкасте косе. Био је познат међу асхабима као најученији у Курану, као онај који најдоследније ради по Курану и као онај који највише разуме ислам. Док је још био мушрик, пожелио је да убије Мухамеда, но Алах је удесио да баш тада прими ислам и постане један од највећих бораца за права муслимана. Један је од десеторице посланикових асхаба којима је још за живота обећан Џенет.
Под Омаром, калифат се проширио без преседана, владајући над Сасанидским царством и над више од две трећине Византијског царства. Његови напади на Сасанидско царство су довели до освајања Персије за мање од две године (642–644). Према јеврејској традицији, Омар је укнуо хришћанску забрану Јевреја и дозволио им је улазак у Јерусалим и богослужење. Омара је на крају убио персијанац Пируз Нахаванди (познат као ‘Abū-Lū‘lū‘ah на арапском) 644. године.
Историчари генерално сматрају да је Омар један од најмоћнијих и најутицајнијих муслиманских калифа у историји. Он је поштован у сунитској исламској традицији као велики праведни владар и узор исламских врлина, а неки хадиси га идентификују као другог највећег сахаба после Ебу Бекра. Међутим екстремистичке секте шиитског ислама имају негативно ставове према њему.

## Детињство, младост и прихватање ислама
Омар потиче потиче из племена Адиј ибн Ка'б, које је огранак курејшијског племена Аднан. Племе Адиј ибн Ка'б је било малобројно и сиромашно. И сам Омар ибн ел-Хаттаб је био одгајан у сиромаштву и у тешким животним приликама. Његов је отац био строг и груб према њему, што је утицало на његову строгост, дисциплину и став.
Упркос томе што је у предисламској Арабији писменост није била уобичајена, Омар је научио да чита и пише у својој младости. Мада није био песник, он је развио љубав према поезији и литератури. У складу с традицијом племена Курејш, док је још био у тинејџерским годинама, Омар је научио борилачке вештине, јахање коња и рвање. Он је био висок, физички јак и реномирани рвач. Био је такође био талентован оратор који је наследио свог оца као арбитар међу племенима.
Омар је постао трговац и направио неколико путовања до Рима и Персије, где се наводи да је упознао разне научнике и анализирао друштва Римског и Персијског царства. Као трговац био је неуспешан. Попут других око њега, Омар је волео да пије у својим преисламским данима.
По доласку објаве Мухамеда, Омар је био на страни већине курејшијеваца. Шта више, он је од свих Курејшија највише злостављао и кажњавао муслимане. Тако се одлучио и да убије Мухамеда, међутим тада је чуо да су његова сестра и зет примили ислам, те се запутио да се прво са њима обрачуна. Када је видео сестру како чита Куран наљутио се и ударио је. Покајавши се, тражио је да прочитати суру, коју је она читала. Толико је био надахнут њоме, да је прихватио ислам.

## Живот у Медини и Мухамедова смрт
Био је 622. на хиџри (прва емиграција) у Медини. Учествовао је у биткама код Бадра, Ухуда и Кајбара, у нападу на Сирију и низу других сукоба. Омарова ћерка Хафса се 625. удала за Мухамеда, тако да је постао Мухамедов таст. Мухамед је после две недеље болести умро 632. у Медини. Омар је одбијао да дозволи да сахране Мухамеда тврдећи да је Мухамед само одсутан из свога тела и да ће се вратити. Ебу Бекр је тада био одсутан и кад се вратио из Медине на то је рекао да је Мухамед само преносник поруке, а преносници порука су умирали и пре њега. Након тога је Омар дозволио сахрану. Сунити сматрају да та епизода показује Омарову дубоку љубав према Мухамеду. Шиити кажу да се Омар само претварао и да је одгађањем покопа само купио време потребно да би се Ебу Бекр вратио из Медине и узурпирао власт од Алије.

## Халифат Ебу Бекра
Ебу Бекр је изабран као нови халиф на састанку групе људи. Омар је помогао избору Ебу Бекра јавно му дајући подршку. Сунити и шиити имају различито виђење о легитимности тога састанка и легитимности избора халифа. Ебу Бекр је веома кратко владао. Већина његовога халифата протекла је у Рида Ратовима, у којима је ратовао против племена, која су напустила ислам након Мухамедове смрти. Ебу Бекр је 634. пре своје смрти Омара прогласио својим наследником. Шиити сматрају да то само потврђује заверу Ебу Бекра и Омара да прави Мухамедов наследник Алија не постане халиф.

## Други халифат
| Халифе   | Халифе  | Халифе |
| пре      | Омар    | после  |
| -------- | ------- | ------ |
| Ебу Бекр | 634—644 | Осман  |

Још након што је Ебу Бекр одлучио да изабере Омара да га наследи, неки су се уплашили да ће Омар бити још оштрији када преузме хилафет. Такво мишљење се само повећало након смрти Ебу Бекра. Међутим, пре заклетве, Омар се пред присутним обратио Господару: „Алаху мој, ја сам груб, па ме учини благим. Алаху мој, ја сам слаб, па ме ојачај. Алаху мој, ја сам шкрт, па ме учини дарежљивим“, и наставио даље речима: „Алах вас је, уистину, искушао са мном, а мене је искушао са вама и оставио ме међу вама после мога пријатеља (Мухамеда). Тако ми Алаха, свако ваше питање које ми дође, ја ћу лично преузети. Нећу га другом поверавати и нећу жалити уложеног труда. Бит ћу одлучан и поверљив. А ко буде лош, сигурно ћу га казнити.“
Омар је добио надимак вођа правоверних (Emirul-u'minin). По преузимању халифата, Омар је сменио Халида ибн ел-Велида са места главнокомандујућег муслиманске војске. На његово место поставио је Ебу-Убејде Амир ибн Ел-Џераха. Наставио је са освајањима. Веома лако је успевао да подстакне велики број муслимана на Џихад. Томе су увелико доприносили и успеси на бојном пољу. Посебно се требају споменути Ирак, Шам, Кудс те Египат који су муслимани за време владавине Вође правоверних успели у потпуности да оствоје.
За време свога халифата, Емирул-у'минин је учинио Медину муслиманском престолницом, џамију је учинио местом где се расправља о општим муслиманским проблемима. Џамија је у Омарово време била место одакле се управљало државом. Први је поставио судије и захтевао од њих да се држе правде у својим пресудама. А сам је он био пример за праведност. Назван је Фаруком, јер је растављао истину од лажи. This service was also said to have inspired fear in his subjects. Једном приликом, када је дошао у Медину изасланик Кисре хтео је да пита о муслиманском краљу, па су га обавијестили да код њих нема краља, него да имају халифу. Потом их је питао гдје он борави, па су га упутили према џамији. Потражио га је у џамији, али га није нашао. Речено му је да оде на једно место недалеко од џамије. Када је персијски изасланик дошао на место гдје су га упутили, нашао је човека како спава у хладовини воћњака. Сам, сакривен од сунца, са својим штапом под главом, сигуран и безбрижан спавао је први човек највеће државе тог доба. Та слика је нагнала Персијанца да каже познату реченицу: „Правду си успоставио, па мирно заспао“.
Први је увео пошту, плате и протоколе. Увео је месечево рачунање времена за муслимане.

### Халиф
За време Омарова халифата царство се ширило на велико пространство. Заузели су од Сасанида:
- Месопотамију и
- делове Персије.

Заузели су од Византије:
- Палестину
- Сирију
- северну Африку и
- Јерменију

У бици код Јармука мала муслиманска војска је победила много већу византијску војску и трајно је окончала византијска власт јужно од Мале Азије. Друга мала муслиманска војска постигла је велику победу у бици код Кадисјаха око 636., близу обала Еуфрата. За време битке Сасанидска војска је доживела велики пораз, а убијен је и персијски генерал. После дуге опсаде муслимани су 637. заузели Јерусалим. Према неким причама Омар је у Јерусалим ушао на покоран начин шетајући крај магарца на коме је седио његов слуга. Православни патријарх Јерусалима Софроније му је предао кључеве града. Затим је одржао молитву на месту бившега јеврејскога храма. Касније је ту саграђена велика џамија. Западни историчари те приче сматрају каснијим измишљотинама. Омар је ушао у Јерусалим вероватно годину дана након предаје града.
За време његове власти основани су гарнизони у Басри и Куфи. Проширио је и реновирао 638. Велику џамију у Меки и Џамију пророка у Медини. Започео је и процес доношења исламскога закона. Наредио је 639, да се године почну бројати од Хиџре.

### Слободна трговина
Локално становништво Јевреја и аутохтоних хришћана, прогоњено као верске мањине и опорезовано у великој мери ради финансирања византијско-персијских ратова, често су помагало муслиманима да преузму земљу од Византинаца и Персијанаца, што је резултовало у изузетно брзим освајањима. Како су се нова подручја придруживала исламској држави, они су имали користи од слободне трговине док су трговали са другим подручјима у исламској држави. Да би се подстакла трговина, у Исламу трговина није била опорезована, већ се богатство опорезивало. Муслимани су плаћали закат на своје богатство сиромашнима. Пошто је устав Медине написао исламски пророк Мухамед, Јевреји и Хришћани су наставили да користе сопствене законе у Исламској држави и да имају своје судије.

## Смрт
У рану зору, у среду, четвртога зул-хиџета двадесет и треће године по Хиџри изашао је Емирул-му'минин у џамију да предводи муслимане на сабах-намазу. Када је изговорио почетни текбир за приступ намазу, пришао му човек и ударио га ножем неколико пута у прса и у стомак. Убица је био Ебу-Лу'лу Фејруз ел-Фариси, роб Ел-Мугире ибн Шу'беа. Док су га муслимани покушали ухватити, он је починио самоубиство и тако није могао ништа открити о завери. Оставио је хилафет једном од шест људи које је изабрао, а то су: Осман ибн Афан, Алија ибн Ебу-Талиб, Зубејр ибн Авам, Талха ибн Убејдулах, Абдуррахман ибн Авф и Са'д ибн Ебу Векас. Опоручио је скромну џеназу и тражио од Аише да буде сахрањен поред Мухамеда и Ебу Бекра, што му је дозволила.